# Ribes roezlii
Espèce
Classification APG III (2009)
Ribes roezlii est une espèce de groseillier, un arbuste de la famille des Grossulariaceae.

## Répartition
L'espèce est originaire des chaines de montagnes de Californie, sa répartition s'étend au Nevada et au nord dans l'Oregon. Son habitat comprend le chaparral, les régions boisées et les forêts.